# The Popopopops
The Popopopops est un groupe de synthpop et rock français, originaire de Rennes.

## Biographie
Le groupe se forme en avril 2007 lors d'un concert organisé au lycée Émile-Zola de Rennes où les membres sont scolarisés. Le nom du groupe est une référence au morceau Seine-Saint-Denis Style du groupe suprême NTM. En septembre de la même année, de retour d'un an aux États-Unis, Simon rejoint le groupe en tant que bassiste. Un an plus tard, lors d'un concert à Rennes, le groupe est repéré par Jean-Louis Brossard, le directeur des Rencontres Trans Musicales. Le groupe jouera lors de l'édition 2008 du festival.
En octobre 2009, The Popopopops remporte le Prix CQFD - Les inrocks. Cette même année, ils sont de nouveau programmés aux TransMusicales.
En mars 2010, le guitariste Léonard Bertin quitte le groupe. En septembre, ils ouvrent la Fête de l'Humanité,. Le 12 novembre 2010, le groupe assure la première partie des Pony Pony Run Run au Zénith de Paris avec Tahiti 80. En décembre 2010 le groupe est l'objet d'un film documentaire de 52 minutes diffusé sur France 3 Bretagne et Pays de la Loire.
En mai 2012, The Popopopops sort son premier EP, A Quick Remedy,. Pour fêter la sortie de l'EP, un concert a lieu au Nouveau Casino, le 6 juin 2012. Ils ont aussi été présents au Printemps de Bourges et en première partie de Skip the Use à l'Olympia. Parallèlement à l'enregistrement en studio de leur premier album, le groupe sort un EP de remixes du morceau My mind is Old, réalisés par d'autres artistes (Alex Gopher, Juveniles...)
L'année 2013 marque un tournant pour la carrière du groupe qui sort, le 25 mars 2013, son premier album intitulé Swell. Cet album contient notamment plusieurs titres de l'EP A Quick Remedy sorti l'année précédente (My Mind is Old, Wavelength, R'n'R). En juin 2013, le groupe publie un nouvel EP de remixes du morceau Cross the Line. Fin septembre 2013, ils annoncent le départ du guitariste Vincent Bessy et recrutent deux nouveaux musiciens pour compléter la formation.

## Membres

### 2007–2010
- Victor Solf - chant, claviers
- Vincent Bessy - guitare
- Léonard Bertin - guitare
- Guillaume Halbique - batterie
- Simon Carpentier - basse

### 2010–2013
- Victor Solf - chant, claviers
- Vincent Bessy - guitare, chœurs
- Guillaume Halbique - batterie
- Simon Carpentier - chant, basse

### 2013–2015
- Victor Solf - chant, claviers
- Simon Carpentier - chant, guitare
- Louis Kuipers - guitare
- Guillaume Halbique - batterie
- Thomas Clairice - basse

## Prix et récompenses
- Prix CQFD - Les Inrocks, octobre 2009[réf. nécessaire]